# Totora, Cochabamba

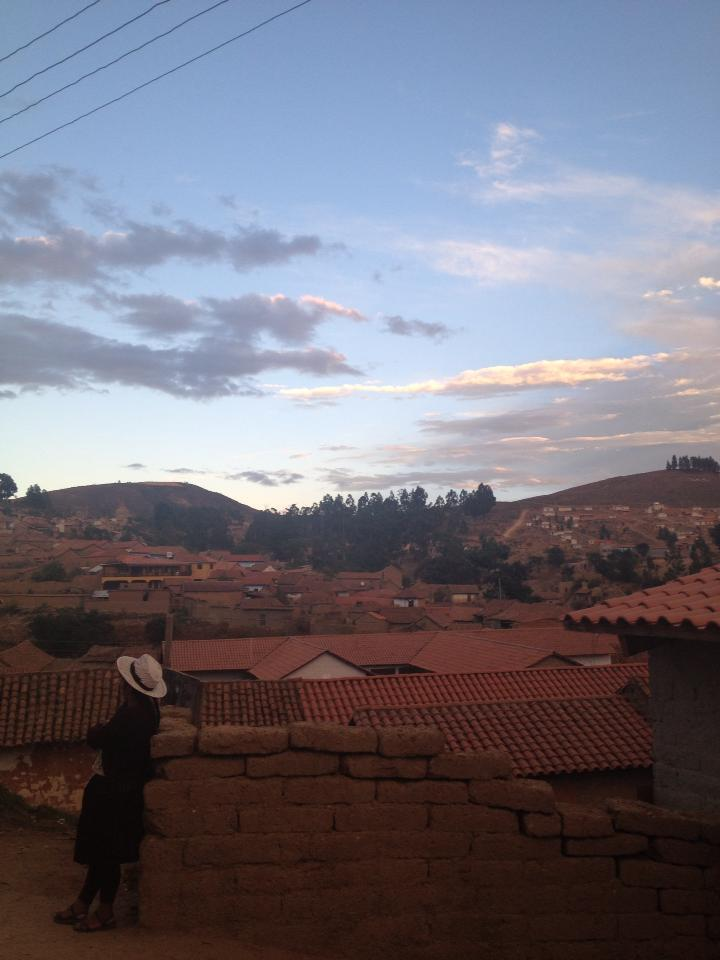
Totora, Cochabamba

Totora är huvudstaden i den bolivianska provinsen Carrasco i departementet Cochabamba.